# Colias philodice

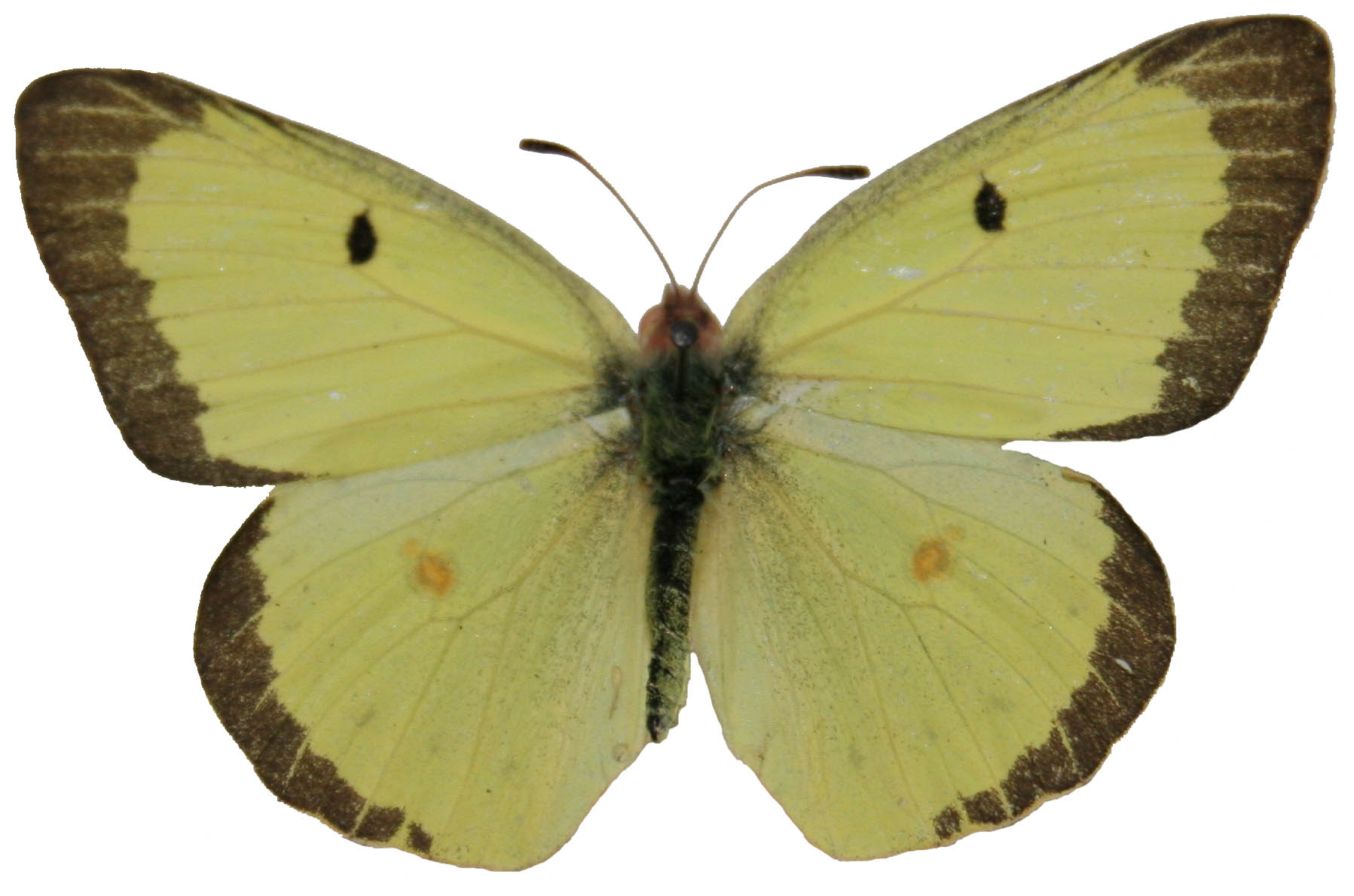
Colias philodice, Männchen

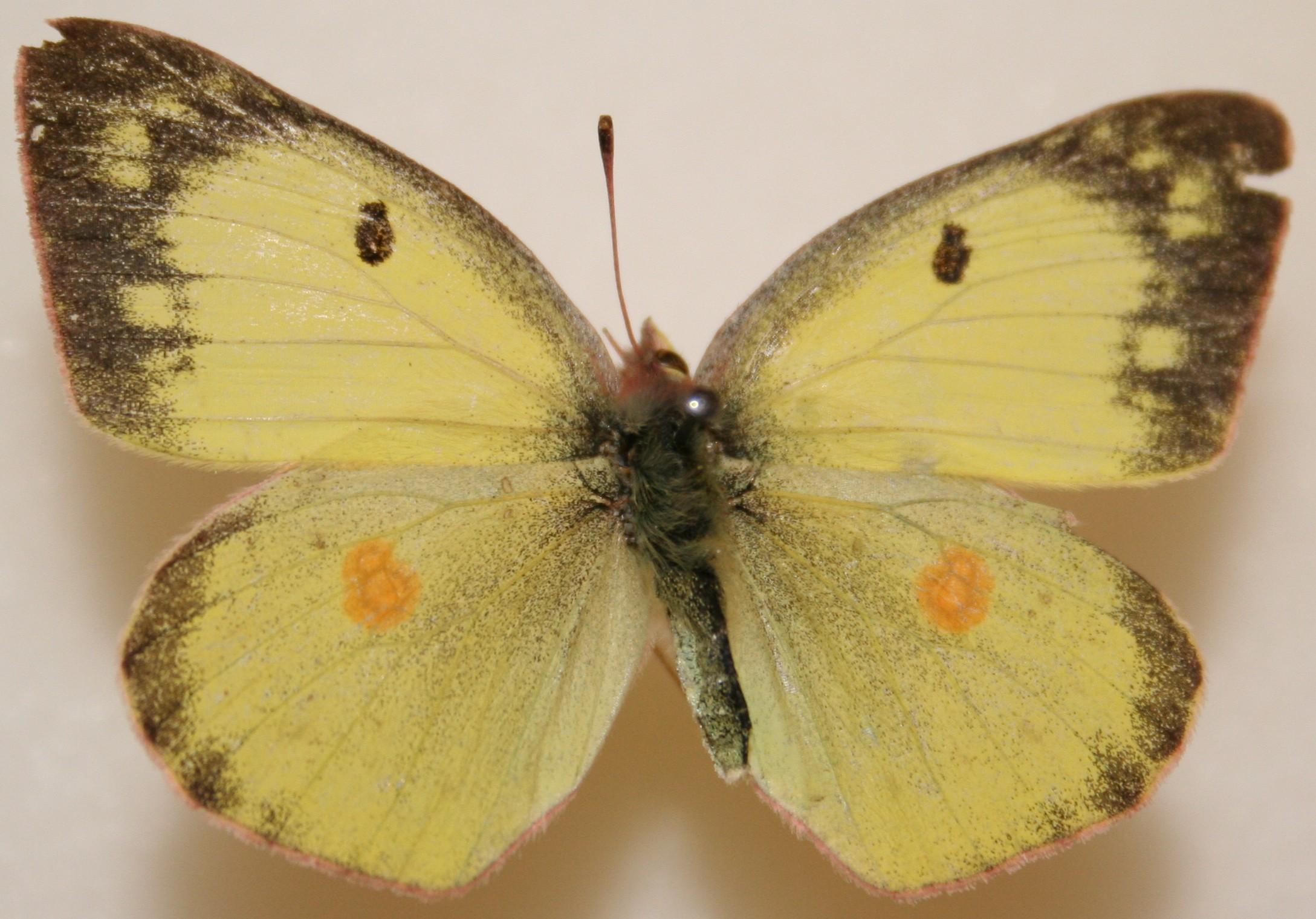
Colias philodice Weibchen

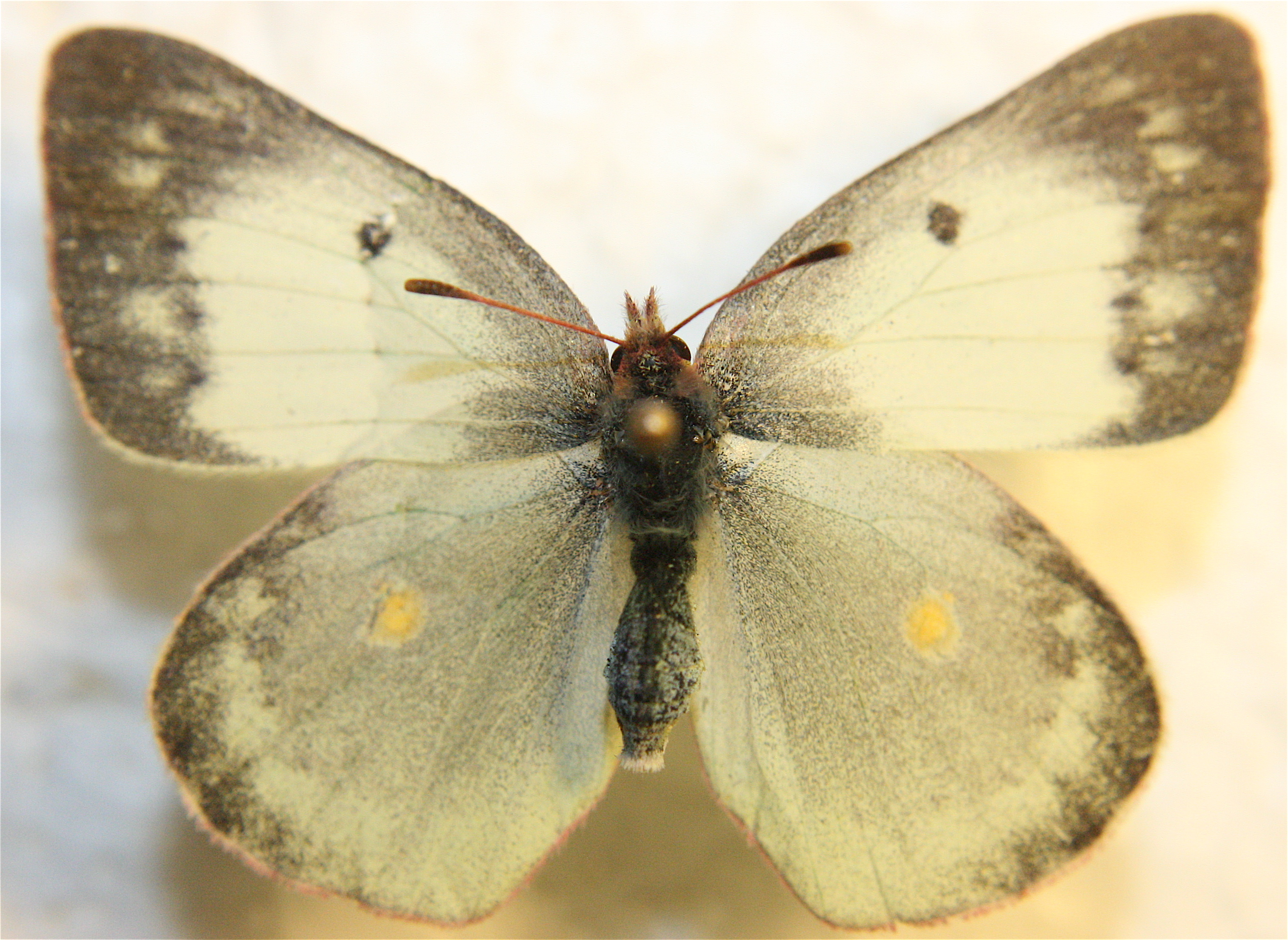
Colias philodice f. alba, Weibchen

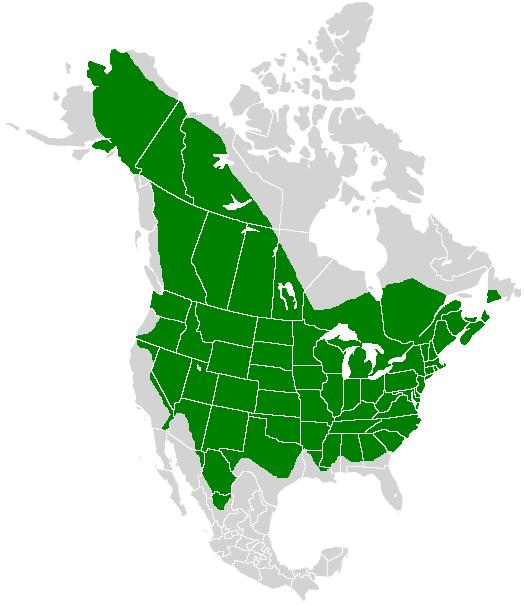
Verbreitungskarte für Nordamerika

Colias philodice ist ein Schmetterling aus der Familie der Weißlinge (Pieridae). Er ist in Nordamerika und isoliert in Mittelamerika verbreitet.

## Merkmale

### Falter
Die Falter werden zwischen 50 und 70 Millimeter große und haben eine weiße bis weißgelbe Grundfarbe, heller gefärbte Tiere sind meistens Weibchen. Beide Geschlechter besitzen schwarze Flügelaußenränder bei den Weibchen scheint hier die gelbe bis weiße Grundfärbung durch. Auf den Oberseiten der Vorder- sowie Hinterflügel findet sich je ein Augenfleck. Dieser ist auf dem Vorderflügel dunkel gefärbt und auf dem Hinterflügel silbern. Er tritt oft paarweise auf und ist rötlich umrahmt. Die Unterseiten der Flügel sind einheitlich gelb bis gelblichweiß, die Augenflecke treten hier deutlich hervor und sind auf dem Hinterflügel weiß mit schwarzer Umrandung. Bei der Unterart Colias philodice vitabunda sind die Weibchen meist reinweiß. Im Frühjahr und Herbst sind die Falter kleiner und weniger auffällig gezeichnet.

### Ei
Die Eier sind cremefarben wenn sie gelegt werden, nach ein bis zwei Tagen verfärben sie sich leicht ins rötliche. Sie sind länglich gerippt und zu den Enden hin verjüngt. Sie werden einzeln an den Blättern der Futterpflanze abgelegt.

### Raupe
Die Raupen haben an beiden Seiten grün-weiße oder hellgelbe Streifen und leicht erhöhte, beharrte schwarze Punkte über dem Körper verteilt sowie zwei hellgrüne schmale Rückenlinien. Im dritten Raupenstadium überwintert die Art, gelegentlich auch im vierten.

### Puppe
Die Puppe ist hellgrün mit einer gelblich-weißen Marmorierung und rot abgesetzten Bereichen.

## Verbreitung und Lebensraum
Verbreitet ist die Art in Nord- und Mittelamerika vom Süden Alaskas über Zentral und Südost Kanada die angrenzenden Vereinigten Staaten mit Ausnahme von Kalifornien den Süden von Texas und den größten Teil Floridas. Sie fehlt im nördlichen Québec und Labrador. Es wurden aber auch isolierte Populationen im Hochland von Guatemala gefunden. Ihr Territorium, in dem sie sich bei ihren Flügen ausbreiten, ist zwischen 40 und 100 Hektar groß. Die Falter sind weit verbreitet und häufig und bewohnen offene Felder, Wiesen, Wegränder und Ackerland.

## Lebensweise und Verhalten
Die Falter können mit Colias eurytheme hybridisieren. Im Norden ihres Verbreitungsgebiets werden drei Generationen pro Jahr von Mai bis Oktober ausgebildet, im Süden sind es 4 bis 5 Generationen von März bis November. Die Unterart Colias philodice vitabunda, die im Norden des kanadischen Bundesstaates British Columbia und in Alaska vorkommt, fliegt nur von Juni bis Mitte Juli. Die Lebensspanne der Falter schwankt zwischen 2 und 17 Tagen, wobei der Durchschnitt bei 2 bis 3 Tagen liegt. Die längste festgestellte Lebensspanne wurde bei einem Männchen mit 2 Wochen festgestellt und bei einem Weibchen mit 24 Tagen. Ihr Flug ist schnell und unberechenbar, meist nur etwa einen Meter über dem Boden. Sie nutzen visuelle Hinweise, z. B. die UV-Reflexion der Flügelschuppen sowie Pheromone, um miteinander zu kommunizieren.

### Ernährung
Nahrungspflanzen der Raupen sind verschiedene Schmetterlingsblütler wie Klee (Trifolium), Weißklee (Trifolium repens), Steinklee (Melilotus alba), Falscher Indigo (Baptisia tinctoria), Wicken (Vicia) und Alfalfa (Medicago sativa) sowie Pflanzen aus der Familie der Erbsen (Fabaceae) und Erbse (Pisum sativum). Da sich unter diesen Hülsenfrüchtlern viele Nutzpflanzen befinden, gelten die Raupen gebietsweise als Schädlinge, wenn sie in großer Zahl auftreten.
Adulte Falter nehmen Nektar von verschiedenen blühenden Pflanzen auf z. B. Alfalfa (Medicago sativa), Klee (Trifolium), aber auch Seidenpflanzen (Asclepias), Kleine Braunelle (Prunella vulgaris) und Wilde Karde (Dipsacus sylvestris). Die Art ist bekannt dafür, dass sie sich in Gruppen von mehreren Faltern an feuchten Stellen und Schlamm sammelt. Man nimmt an, dass die Schmetterlinge hier Salze und Mineralien zu sich nehmen.

### Paarung
Das Paarungsverhalten ist recht gut dokumentiert. Männliche Falter fliegen die Weibchen an und beginnen mit heftigen Flügelschlägen, bei denen sie den Körper des Weibchens berühren. Gleichzeitig werden Pheromone aus einer Drüse auf der Oberseite der Hinterflügel der Männchen freigesetzt. Sobald das Weibchen diese Pheromone wahrnimmt, senkt sie ihren Hinterleib zur Paarung ab. Durch die Pheromone können weitere Weibchen angelockt werden, die sich den Männchen noch während der Paarung nähern. Weibchen die jünger als eine Stunde sind, können nicht zwischen den Pheromonen ihrer eigenen Art und Colias eurytheme unterscheiden. Während dieser Zeit kommt es am häufigsten zu Hybridisierungen. Paart sich ein Weibchen mit einem Männchen von Colias eurytheme, werden lebensfähige Nachkommen produziert, die sich auch in der nächsten Generation weiter vermehren können. Kommt es zur Paarung zwischen einem Weibchen von Colias eurytheme und einem Männchen von Colias philodice werden nur sterile Weibchen produziert.

## Unterarten
Es werden vier Unterarten unterschieden: ITIS-Report.
- Colias philodice eriphyle (W. H. Edwards, 1876), südliches British Columbia[4]
- Colias philodice vitabunda (Hovanitz, 1943) – südliches Alaska und Norden von British Columbia[2]
- Colias philodice guatemalena (Staudinger) – Guatemala, mit breiteren braunen Rändern der Oberseite der Vorderflügel[7]
- Colias philodice philodice (Godart, 1819) – die Nominatform, im übrigen Verbreitungsgebiet